# 1137
Năm 1137 trong lịch Julius.